# Chartèves
Chartèves é uma comuna francesa na região administrativa de Altos da França, no departamento de Aisne. Estende-se por uma área de 8,76 km². Em 2010 a comuna tinha 363 habitantes (densidade: 41,4 hab./km²).